# Blaubartkolibri
Die Blaubartkolibri (Heliomaster furcifer), manchmal auch Rotlatzkolibri genannt, ist eine Vogelart aus der Familie der Kolibris (Trochilidae), die in den Ländern Bolivien, Paraguay, Brasilien, Argentinien und Uruguay verbreitet ist. Der Bestand wird von der IUCN als „nicht gefährdet“ (least concern) eingeschätzt. Die Art gilt als monotypisch.

## Merkmale

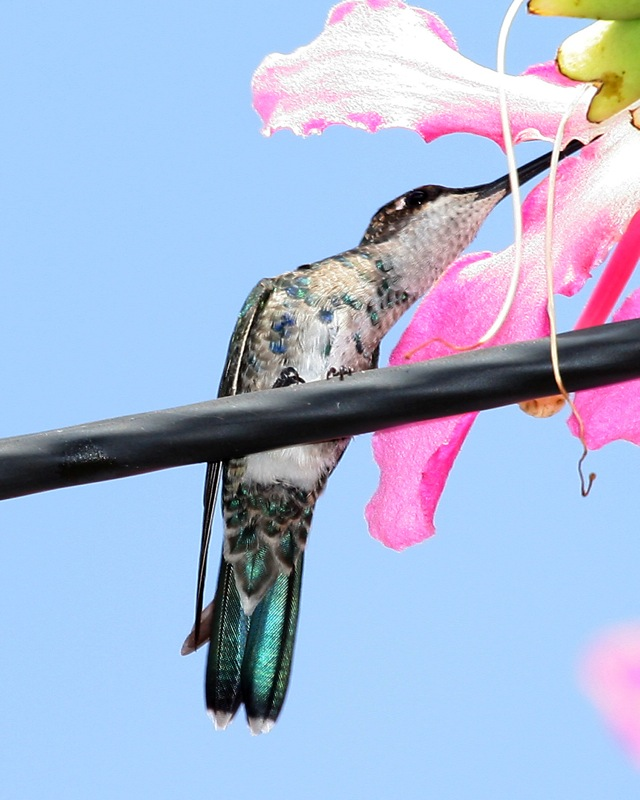
Blaubartkolibri ♀

Der Blaubartkolibri erreicht eine Körperlänge von etwa 12,6 bis 13 cm bei einem Gewicht 5 bis 6,5 g. Das Männchen hat einen langen, leicht gebogenen schwarzen Schnabel. Der Oberkopf, der Nacken und der obere Bereich der Oberseite sind smaragdgrün, der Rest der Oberseite schimmert kupfergrün. Die Kehle glitzert violett, die seitlichen Halsfedern sind etwas länger. Die Unterseite schimmert ultramarin. Der gegabelte spitze Schwanz ist auf der Oberseite dunkel grün und auf der Unterseite blaugrün. Im Juli nach der Brut entwickelt das Männchen ein Schlichtkleid mit gräulicher Unterseite, wie es die Weibchen haben. Im Oktober hat es wieder sein Prachtkleid. Das Weibchen ist auf der Oberseite kupfergrün. Die Kehle ist grau, mit dunklen Flecken je älter es wird. Die Unterseite ist grau mit einem weißen Strich im zentralen Bauchbereich. Grünes, Pailletten-artiges Gefieder ziert die Seiten. Der Schwanz ist nur leicht spitz gegabelt und dessen Oberseite bronzegrün. Die zentralen Schwanzfedern gehen nach hinten farblich ins Schwarz über. Die Unterseite des Schwanzes schimmert blaugrün, die äußeren Federn haben weiße Spitzen. Jungtiere ähneln den Weibchen.

## Verhalten und Ernährung
Der Blaubartkolibri bezieht seinen Nektar von blühenden Riemenblumengewächsen, Hülsenfrüchtlern, Ingwergewächsen, Bromeliengewächsen, Liliengewächsen, Glockenblumengewächsen, Eisenkrautgewächsen und Kakteengewächsen. Die Futtersuche findet in den Straten in 2 bis 8 Metern über dem Boden statt. Im Winter wurde der Blaubartkolibri in Minas Gerais vorzugsweise an Pyrostegia venusta und gelegentlich an Ceiba speciosa beobachtet. Im Pantanal flog er in der gleichen Zeit Ceiba pubiflora an. Im Sommer wird er als wichtiger Bestäuber von Dolichandra cynanchoides in der Provinz Chaco und dem Süden Brasiliens betrachtet. Insekten jagt er im Flug, indem er diese verfolgt. Männchen verteidigen nektarreiches Futterterritorial aggressiv.

## Lautäußerungen
Der Gesang des Blaubartkolibris besteht aus einem abnehmenden gepfiffenen tsip-Ton, den er in Intervallen wiederholt.

## Fortpflanzung
Die Brutsaison des Blaubartkolibris ist von November bis März. Das kelchartige Nest besteht aus weichen Fasern und ist an der Außenseite mit Flechten verziert. Dieses baut er in 3 bis 6 Metern über dem Boden. Das Gelege besteht aus zwei Eiern, die ca. 0,6 g schwer und ca. 15,5 × 9 mm groß sind. Die Brutdauer beträgt 15 bis 16 Tage; die Bebrütung erfolgt ausschließlich durch das Weibchen. Die Küken sind schwarz mit  gräulichem Rückenstreifen. Nach 20 bis 25 Tagen werden die Nestlinge flügge. Die erste Brut erfolgt im zweiten Lebensjahr der Vögel.

## Verbreitung und Lebensraum

Verbreitungsgebiet des Blaubartkolibris

Der Blaubartkolibri bevorzugt Waldränder, Cerrado und Flachlandgrasebenen. Diese befinden sich im zentralen östlichen Bolivien im Departamento Cochabamba und Departamento Tarija, in Paraguay und dem südlichen zentralen und südlichen Brasilien in Mato Grosso, Goiás, Minas Gerais bzw. Rio Grande do Sul und dem Norden Argentiniens südlich bis in die Provinzen Catamarca und Córdoba, sowie im Norden der Provinz Buenos Aires und in Uruguay. Einzelne Berichte von Beobachtungen stammen aus Leticia, dem Osten der Provinz Napo und aus Acre.

## Migration
Über das Zugverhalten des Blaubartkolibris ist wenig bekannt. Zumindest verstreut scheint es Wanderbewegungen zu geben. Die Berichte aus den Gebieten im extremen Südosten Kolumbiens, dem Osten Ecuadors und dem extremen Westen Brasiliens könnten auf Zugverhalten zurückzuführen zu sein. Auch die Vorkommen im extremen Norden des Verbreitungsgebiets könnten auf Zugverhalten von nichtbrütenden Exemplaren hinweisen.

## Etymologie und Forschungsgeschichte
Die Erstbeschreibung des Blaubartkolibris erfolgte 1812 durch George Shaw unter dem wissenschaftlichen Namen Trochilus Furcifer. Das Typusexemplar bezog sich auf Félix de Azaras Bec-fleurs à queue ciseaux und stammte aus Paraguay. Es war 1850 Charles Lucien Jules Laurent Bonaparte, der die neue Gattung Heliomaster einführte. Dieses griechische Wortgebilde setzt sich aus den Wörtern ἥλιος hḗlios für „Sonne“ und μαστήρ mastḗr für „Suchender, Kundschafter“ zusammen. Der Artname furcifer ist ein lateinisches Wortgebilde aus furca von „Gabel mit zwei Zacken“ und ferre, -fera für „tragen, -tragend“. Alfred Laubmann bestätigte aufgrund gesammelten Exemplaren der „1. Gran-Chaco-Expedition“ ein erweitertes Verbreitungsgebiet für Paraguay.